# Icteranthidium cimbiciforme
Icteranthidium cimbiciforme är en biart som först beskrevs av Smith 1854.  Icteranthidium cimbiciforme ingår i släktet Icteranthidium och familjen buksamlarbin. Inga underarter finns listade i Catalogue of Life.